# Chinese zeehandel onder het keizerrijk
In de vijftiende eeuw kende China de meeste zeehandel ooit, tot ten minste de negentiende eeuw; deze periode is cruciaal geweest in de ontwikkeling.

## Opkomst
China bezat in de vijftiende eeuw zeker grotere capaciteiten dan Europa qua bevolkingsaantal, technologie, infrastructuur en dergelijke. Ook had het meerdere eeuwen lang onder de late Tang, de Song en de Yuan-dynastie een ontwikkeling doorgemaakt die veelbelovend was voor China’s mogelijkheden tot commerciële of zelfs imperialistische expansie. Er waren structuren aanwezig, zoals het Chinees tribuutsysteem, die hiertoe uitermate geschikt leken. Tijdens de vroege Ming-dynastie expandeerde China’s zeehandel en exploratiedrift, zodat alles erop leek te wijzen dat China door zou stoten in de vaart der volkeren. Toch is er in de vijftiende eeuw een kentering gekomen in de ontwikkeling, waarna de proporties van de zeehandel nooit meer vergelijkbaar zijn geweest met die van tijdens de maritieme expedities van Zheng He.

## Neergang
De sociaal-economische omstandigheden waren nooit erg bevorderlijk geweest voor zeehandel. Omdat China zo reusachtig groot was had het de overzeese handel niet per se nodig om zijn economie te bevredigen, terwijl de landbouw zowel voor de overheid als voor de rest van de economie verreweg het belangrijkste bleef. Mede daarom heeft zich in China nooit mercantilisme ontwikkeld zoals dat de Europese zeehandel aandreef. Ook bezat China's bovenklasse van oudsher een mentaliteit die de handel minachtte. De idylle van een agrarisch leven bleef het ideaal, ook van de elite. Het streven naar zelfverrijking werd beschouwd als ordinair. En omdat men China zag als het middelpunt van de wereld, de enige beschaving te midden van barbaren, was er ook weinig interesse in het buitenland en de handel daarmee. In de vijftiende eeuw verkeerde de Chinese overheid in een financiële crisis. De expedities van Zheng He (ook wel Cheng Ho genoemd) en de Keizerlijke geschenken voor de tribuuthandel waren in elk geval op korte termijn kostbare uitgaven, terwijl juist deze door de elite en de rest van de bevolking werden gezien als het toppunt van de geldverkwistende excessen van het Hof. Tevens waren juist de eunuchen verwikkeld in het buitenlands beleid en de handelsexpedities, zodat de tribuuthandel en de expedities doelwitten werden voor de aristocratie in hun machtsstrijd met de eunuchen; zodra de aristocratie de kans kreeg snoerde ze deze in.
Vanaf 1500 werd er zelfs een straf op overzeese handel gesteld: ieder die een schip met meer dan één mast bouwde riskeerde de doodstraf. In 1525 werd aan de magistraten in de kustdistricten bevolen om alle oceaanwaardige schepen te slopen en de bezitters ervan te arresteren. In 1551 ten slotte werd het een misdaad om uit te varen op een meermastig schip, zelfs om überhaupt handel te drijven. Deze mentaliteit bleef lang heersen: in 1644, onder de Qing (Mantsjoese) dynastie, werd zelfs een strook land van 1130 bij 48 kilometer langs de kust geheel ontruimd en in brand gestoken, om alle contact met het buitenland te voorkomen. In de jaren daarvóór had men een nog negatiever beeld van het buitenland gekregen, omdat China geteisterd werd door zeeaanvallen van Japanners en Europeanen. Uiteindelijk liet een functionaris de scheepsbouwplannen en de reisverslagen van Cheng Ho uit de rijksarchieven verwijderen en vernietigen. De handel met het buitenland daalde tot minder dan één procent van het nationaal product.
Na Zheng He is er nooit meer iemand geweest van buiten de confucianistische aristocratie die zo’n machtige positie bekleedde. Toen in het begin van de zestiende eeuw de Europeanen kwamen, was het gedaan met de kans voor China om ooit nog de handel in Azië te beheersen zoals het had gedaan in het begin van de vijftiende eeuw.